# Saison 1982-1983 de la LAH
Saison précédente Saison suivante
La saison 1982-1983 de la Ligue américaine de hockey est la 47e saison de la ligue pendant laquelle treize équipes jouent chacune 80 matchs de saison régulière. Les Americans de Rochester remportent leur cinquième coupe Calder.

## Changement de franchises
- Les Jets de Sherbrooke intègrent la ligue dans la division Nord.
- Les Saints de Saint Catharines intègrent la ligue dans la division Sud.
- Les Hawks du Nouveau-Brunswick sont renommés en Alpines de Moncton.
- Les Blades d'Érié fusionnent avec les Skipjacks de Baltimore qui évoluaient dans l'Atlantic Coast Hockey League. Ils restent dans la division Sud mais évoluent sous le nom de Skipjacks.
- Les Indians de Springfield passent de la division Nord à la division Sud.
- Les Red Wings de l'Adirondack font le chemin inverse, passant du Sud au Nord.

## Saison régulière

### Classement
| Clt   | Équipe                          | PJ | V  | D  | N | BP  | BC  | Pts |
| ----- | ------------------------------- | -- | -- | -- | - | --- | --- | --- |
| +001, | Express de Fredericton          | 80 | 45 | 27 | 8 | 348 | 284 | 98  |
| +002, | Voyageurs de la Nouvelle-Écosse | 80 | 41 | 34 | 5 | 378 | 333 | 87  |
| +003, | Mariners du Maine               | 80 | 39 | 33 | 8 | 342 | 309 | 86  |
| +004, | Red Wings de l'Adirondack       | 80 | 36 | 39 | 5 | 329 | 343 | 77  |
| +005, | Alpines de Moncton              | 80 | 34 | 39 | 7 | 304 | 315 | 75  |
| +006, | Jets de Sherbrooke              | 80 | 22 | 54 | 4 | 288 | 390 | 48  |

| Clt   | Équipe                     | PJ | V  | D  | N | BP  | BC  | Pts |
| ----- | -------------------------- | -- | -- | -- | - | --- | --- | --- |
| +001, | Americans de Rochester     | 80 | 46 | 25 | 9 | 389 | 325 | 101 |
| +002, | Bears de Hershey           | 80 | 40 | 35 | 5 | 313 | 308 | 85  |
| +003, | Nighthawks de New Haven    | 80 | 38 | 34 | 8 | 337 | 329 | 84  |
| +004, | Whalers de Binghamton      | 80 | 36 | 36 | 8 | 320 | 333 | 80  |
| +005, | Skipjacks de Baltimore     | 80 | 35 | 36 | 9 | 362 | 366 | 79  |
| +006, | Saints de Saint Catharines | 80 | 33 | 41 | 6 | 335 | 368 | 72  |
| +007, | Indians de Springfield     | 80 | 31 | 43 | 6 | 282 | 324 | 68  |

- En gras : qualifiés pour les séries

### Meilleurs pointeurs
| Joueur              | Équipe                     | PJ | B  | A  | Pts | Pun |
| ------------------- | -------------------------- | -- | -- | -- | --- | --- |
| Ross Yates          | Whalers de Binghamton      | 77 | 41 | 84 | 125 | 28  |
| Bruce Boudreau      | Saints de Saint Catharines | 80 | 50 | 72 | 122 | 65  |
| Geordie Robertson   | Americans de Rochester     | 72 | 46 | 73 | 119 | 83  |
| Mike Gillis         | Skipjacks de Baltimore     | 74 | 32 | 81 | 113 | 33  |
| Mitch Lamoureux     | Skipjacks de Baltimore     | 80 | 57 | 50 | 107 | 107 |
| Jean-François Sauvé | Americans de Rochester     | 73 | 30 | 69 | 99  | 10  |
| Tony Currie         | Express de Fredericton     | 68 | 47 | 48 | 95  | 16  |
| Reg Thomas          | Saints de Saint Catharines | 80 | 35 | 57 | 92  | 22  |
| Ray Cote            | Alpines de Moncton         | 80 | 28 | 63 | 91  | 35  |
| Tony Cassolato      | Bears de Hershey           | 75 | 53 | 38 | 91  | 22  |

## Séries éliminatoires
Les quatre premiers de chaque division sont qualifiés pour les séries. Toutes les séries sont disputées au meilleur des sept matchs.
- Le premier de chaque division rencontre le quatrième pendant que le deuxième affronte le troisième.
- Les vainqueurs s'affronte en finale de division.
- Les gagnants de chaque moitié de tableau jouent la finale de la coupe Calder[3].

|  | Demi-finales de division | Demi-finales de division | Demi-finales de division | Demi-finales de division |    |             | Finales de division | Finales de division | Finales de division | Finales de division |  |  | Finale de la Coupe Calder | Finale de la Coupe Calder | Finale de la Coupe Calder | Finale de la Coupe Calder |
|  |                          |                          |                          |                          |    |             |                     |                     |                     |                     |  |  |                           |                           |                           |                           |
|  |                          |                          |                          |                          |    |             |                     |                     |                     |                     |  |  |                           |                           |                           |                           |
|  |                          |                          |                          |                          |    |             |                     |                     |                     |                     |  |  |                           |                           |                           |                           |
|  | 1                        | Fredericton              | 4                        | 4                        |    |             |                     |                     |                     |                     |  |  |                           |                           |                           |                           |
|  | 1                        | Fredericton              | 4                        | 4                        |    |             |                     |                     |                     |                     |  |  |                           |                           |                           |                           |
|  | 4                        | Adirondack               | 2                        | 2                        |    |             |                     |                     |                     |                     |  |  |                           |                           |                           |                           |
|  | 4                        | Adirondack               | 2                        | 2                        | 1  | Fredericton | 2                   | 2                   |                     |                     |  |  |                           |                           |                           |                           |
|  |                          |                          |                          |                          | 1  | Fredericton | 2                   | 2                   |                     |                     |  |  |                           |                           |                           |                           |
|  |                          |                          | 3                        | Maine                    | 4  | 4           |                     |                     |                     |                     |  |  |                           |                           |                           |                           |
|  | 3                        | Maine                    | 3                        | Maine                    | 4  | 4           | 4                   | 4                   |                     |                     |  |  |                           |                           |                           |                           |
|  | 3                        | Maine                    |                          |                          |    |             |                     | 4                   |                     |                     |  |  |                           |                           |                           |                           |
|  | 2                        | Nouvelle-Écosse          | 3                        | 3                        |    |             |                     |                     |                     |                     |  |  |                           |                           |                           |                           |
|  | 2                        | Nouvelle-Écosse          | 3                        | 3                        | N3 | Maine       | 0                   | 0                   |                     |                     |  |  |                           |                           |                           |                           |
|  |                          |                          |                          |                          | N3 | Maine       | 0                   | 0                   |                     |                     |  |  |                           |                           |                           |                           |
|  |                          |                          | S1                       | Rochester                | 4  | 4           |                     |                     |                     |                     |  |  |                           |                           |                           |                           |
|  | 1                        | Rochester                | S1                       | Rochester                | 4  | 4           | 4                   | 4                   |                     |                     |  |  |                           |                           |                           |                           |
|  | 1                        | Rochester                |                          |                          |    |             |                     |                     |                     |                     |  |  |                           |                           |                           |                           |
|  | 4                        | Binghamton               | 1                        | 1                        |    |             |                     |                     |                     |                     |  |  |                           |                           |                           |                           |
|  | 4                        | Binghamton               | 1                        | 1                        | 1  | Rochester   | 4                   | 4                   |                     |                     |  |  |                           |                           |                           |                           |
|  |                          |                          |                          |                          | 1  | Rochester   | 4                   | 4                   |                     |                     |  |  |                           |                           |                           |                           |
|  |                          |                          | 3                        | New Haven                | 3  | 3           |                     |                     |                     |                     |  |  |                           |                           |                           |                           |
|  | 3                        | New Haven                | 3                        | New Haven                | 3  | 3           | 4                   | 4                   |                     |                     |  |  |                           |                           |                           |                           |
|  | 3                        | New Haven                |                          |                          |    |             |                     | 4                   |                     |                     |  |  |                           |                           |                           |                           |
|  | 2                        | Hershey                  | 1                        | 1                        |    |             |                     |                     |                     |                     |  |  |                           |                           |                           |                           |
|  | 2                        | Hershey                  | 1                        | 1                        |    |             |                     |                     |                     |                     |  |  |                           |                           |                           |                           |
|  |                          |                          |                          |                          |    |             |                     |                     |                     |                     |  |  |                           |                           |                           |                           |

## Trophées

### Trophées collectifs
| Coupe Calder : Vainqueurs des séries                        | Americans de Rochester |
| Trophée F.-G.-« Teddy »-Oke : Champions de la division Nord | Express de Fredericton |
| Trophée John-D.-Chick : Champions de la division Sud        | Americans de Rochester |

### Trophées individuels
| Trophée Les-Cunningham : Meilleur joueur de la saison                                 | Ross Yates (Whalers de Binghamton)                     |
| Trophée John-B.-Sollenberger : Meilleur pointeur                                      | Ross Yates (Whalers de Binghamton)                     |
| Trophée Dudley-« Red »-Garrett : Meilleure recrue                                     | Mitch Lamoureux (Skipjacks de Baltimore)               |
| Trophée Eddie-Shore : Meilleur défenseur de la saison                                 | Greg Tebbutt (Skipjacks de Baltimore)                  |
| Trophée Harry-« Hap »-Holmes : Gardien(s) de l'équipe ayant encaissé le moins de buts | Brian Ford et Clint Malarchuk (Express de Fredericton) |
| Trophée Louis-A.-R.-Pieri : Meilleur entraîneur de la saison                          | Jacques Demers (Express de Fredericton)                |
| Trophée Fred-T.-Hunt : Joueur au meilleur esprit sportif'                             | Ross Yates (Whalers de Binghamton)                     |